# Districtul Strabane
Strabane (irlandeză an tSraith Bhán) este un district în Irlanda de Nord. Din punct de vedere administrativ, Strabane este un district al Irlandei de Nord. 